# Mildura Rural City
Mildura Rural City is een Local Government Area (LGA) in Australië in de staat Victoria. Mildura Rural City telt 52.972 inwoners. De hoofdplaats is Mildura.